# Гендерные различия в японском языке
Среди распространённых языков японский выделяется высоким уровнем различий в речи мужчин и женщин. Его можно заметить уже у трёхлетних японцев и японок, при этом речь именно о гендерной роли, а не о грамматическом роде или биологическом поле. Например, мужчина, использующий женские формы речи, может быть сочтён гомосексуалом или излишне женственным, но сама фраза не будет неверна грамматически. С другой стороны, «мужские» слова и выражения делают речь более грубой и вульгарной, а «женские» — более мягкой и вежливой.
В Японии эта разница выражена в названии «онна котоба» (女言葉, «женская речь») или «дзёсэйго» (女性語, «женский язык»).
Письменный японский почти не знает гендерных различий, кроме цитат, так же как и вежливая речь «тэйнэйго», за исключением использования «ва» и того факта, что женщины в целом чаще говорят вежливо.

## Главные различия
| Женщины                               | Мужчины                                |
| ------------------------------------- | -------------------------------------- |
| Используют вежливые формы чаще        | Используют вежливые формы реже         |
| Задают больше разделительных вопросов | Реже используют разделительные вопросы |
| Не опускают уважительные суффиксы     | Быстрее избавляются от них             |
| Употребляют «женские» слова           | Употребляют «мужские» слова            |
| Используют более мягкие формы речи    | Используют более грубые формы речи     |

### Я
| Мужские и женские |          | |
| ----------------- | -------- | --- |
| 私, わたし        | ватаси   | Вежливо. Чаще используется женщинами, поэтому мужчина может показаться женственным, используя эту форму не в формальных ситуациях.                        |
| 私, わたくし      | ватакуси | Более формально, чем ватаси, используется обоими полами. Мужчины предпочитают ватакуси по сравнению с ватаси.                                             |
| 自分, じぶん      | дзибун   | Используется равно обоими полами. |
| うち              | ути      | используется как мужчинами, так и женщинами, особенно при упоминании дома и семьи, а также девочками. В Кансае используется чаще, чем в остальной Японии. |
| Своё имя          |          | Используется обоими полами, но чаще — женщинами. Частое употребление подчёркивает женственность.                                                          |

| Женские  |         | |
| -------- | ------- | --- |
| あたし   | атаси   | Девочки, женщины, пассивные гомосексуалы-мужчины; имеет мягкий оттенок.                                                                                       |
| あたくし | атакуси | Аналогично ватакуси, но используется только женщинами. |
| あたい   | атай    | Характерно для диалекта района Токио Ситамати; довольно грубо. В 1980-х ассоциировалось с членами молодёжных банд, сегодня используется исполнителями ракуго. |

| Мужские        |                | |
| -------------- | -------------- | --- |
| 僕, ぼく       | боку           | Мальчики и мужчины, наиболее распространённое мужское местоимение. С недавних пор изредка используется и женщинами. В песнях употребимо и теми, и теми. |
| 俺, おれ       | орэ            | Разговорная форма, используема мужчинами, мальчиками, активными гомосексуалами-женщинами; звучит довольно грубо, призвано выразить мужественность.      |
| 乃公           | дайко:, найко: | Грубое, вульгарное. Используется мальчиками и мужчинами.                                                                                                |
| 儂, わし       | васи           | Так говорят старики. |
| 我輩, 吾輩     | вагахай        | Архаично и патриархально. |
| 俺様, おれさま | орэсама        | Пафосно. |
| 我, 吾         | варэ           | Взрослые мужчины; может звучать устарело. |

### Ты
| Мужские и женские |        | |
| ----------------- | ------ | --- |
| 君, きみ          | кими   | Мужчины — близким друзьям, любимым; начальство (в том числе, женщины) — подчинённым. В песнях используется обоими полами. |
| 貴方, あなた      | аната  | В мужской речи — стандартная вежливая форма. В женской — наиболее часто встречающаяся.                                    |
| そちら            | сотира | Неформальное, но довольно нейтральное местоимение, используется ровесниками. Менее оскорбительно, чем анта (см. ниже).    |
| あんた            | анта   | Неформальный вариант аната; возможно, невежливый.                                                                         |

| Мужские      |              | |
| ------------ | ------------ | --- |
| 手前         | тэмаэ        | Устарело. В случае использования изменённой формы тэмээ (てめえ) — очень оскорбительно.                                                          |
| 此奴, こいつ | коицу        | Местоимение третьего лица, «этот парень». Довольно грубо.                                                                                        |
| 汝           | нандзи, нарэ | Устарело, используется только в переводах старинных текстов, примерно как «азъ» в русском.                                                       |
| お前, おまえ | омаэ         | Иногда грубо. В случае использования к жене или девушке — «дорогая».                                                                             |
| 貴様         | кисама       | Формально — наиболее уважительное архаичное местоимение. В современном употреблении — очень грубое ругательство, однако, более тонко, чем тэмаэ. |

| Женские      |       |                                                 |
| ------------ | ----- | ----------------------------------------------- |
| 貴方, あなた | аната | При обращении к мужу или бойфренду — «дорогой». |

См. также Местоимения японского языка.

### Междометия и частицы
| Женские                        |                       |                                                             |
| ------------------------------ | --------------------- | ----------------------------------------------------------- |
| いえ, いいえ                   | иэ, ийэ               | Отрицательный ответ на вопрос; «нет».                       |
| いやーん, やーん               | ия: н, я: н           | Выражение удивления, страха.                                |
| うそ, うそー, うそっ, うっそー | усо, усо:, усо, уссо: | Выражение недоверия, удивления.                             |
| うふっ, うふふ                 | уфу, уфуфу            | Ономатическая передача женского смеха («ха-ха»).            |
| おほほ                         | охохо                 | Ономатическая передача смеха дамы высшего света.            |
| ええ                           | ээ                    | «Да», положительный ответ на вопрос. Мужчины говорят «хай». |

### Оканчивающие предложение частицы
| Женственные                      |                        | |
| -------------------------------- | ---------------------- | --- |
| わ                               | ва                     | Смягчает предложение.                                                                                               |
| わよ                             | ва ё                   | Информативное. |
| わね                             | ва нэ                  | нэ — это окончание разделительного вопроса «не так ли». Иногда помещается в начале предложения, для смягчения.      |
| の                               | но                     | Используется детьми.                                                                                                |
| のよ                             | но ё                   | Используется, чтобы выделить важную фразу.                                                                          |
| のね                             | но нэ                  | Является разделительным вопросом.                                                                                   |
| かしら, かしらん                 | касира, касиран        | «Интересно, …». |
| かしこ、あらあらかしこ           | касико, ара-ара касико | Женский способ заканчивать письмо.                                                                                  |
| かわいー                         | кавайии                | Выражение умиления.                                                                                                 |
| きーっ                           | кии                    | Выражение досады, сожаления.                                                                                        |
| きゃっ、きゃー、きゃあ、きゃーっ | кя                     | Вопль, вскрик. |
| ご機嫌よ                         | гокигэн ё              | Выходящее из употребления приветствие; в манге часто ассоциируется со старомодностью и консервативным образованием. |

| Мужественные |       |                                                                      |
| ------------ | ----- | -------------------------------------------------------------------- |
| かい         | кай   | Мужская форма вопросительной частицы ка.                             |
| ぞ           | дзо   | Усилительная частица.                                                |
| ぜ           | дзэ   | То же.                                                               |
| よ           | ё     | То же; используется и женщинами, но часто смягчается добавлением ва. |
| かなぁ       | кана: | «Интересно, …».                                                      |

## Традиционные отличия в женской речи
Оннарасий (яп. 女らしい, «женственный») — это понятие, означающее поведение, традиционно ожидаемое от женщины. Это включает и использование женских форм в речи. Как было сказано выше, женщины используют больше вежливых конструкций и особые «женские слова».
Женственная речь — это использование женственных местоимений, опускание сказуемого да, оканчивание предложений на ва и использование вежливых префиксов о- и го-.

## Традиционные отличия в мужской речи
Наряду с «женским» есть и «мужской» способ поведения — отокорасий (яп. 男らしい, «мужественный»). Для него характерна обратная ситуация — замена сказуемого дэсу на да, мужские окончания и тому подобное.

## Гендерные различия в современном обществе
Вместе с увеличением количества женщин, ведущих скорее мужской (с точки зрения японской традиционной морали) образ жизни, представления «оннарасий» и «отокорасий» постепенно изменяются. С одной стороны, женщины продолжают использовать женские местоимения, а с другой — всё более часто используют и мужские.
Хотя считается, что мужская речь более оскорбительна, неуместное употребление женских форм (например, если назвать взрослую женщину с помощью суффикса -тян) может быть едва ли не таким же грубым.
Ещё один интересный момент — популяризация 男色 (おかま) окама — образа очень мягкого и женственного мужчины, например, 芸能人 гэйно: дзин, телеведущий или «человек искусства». Хотя гомосексуальность всё ещё остаётся довольно редко поднимаемой темой, сейчас под меньшим давлением находятся девушки, одевающиеся по-мужски или активные лесбиянки, называемые онабэ или тати.

## Проблемы при изучении языка
Из-за того, что большинство учителей японского — женщины, а может, из-за того, что многие мужчины начинают изучение языка после знакомства с японкой, нередки случаи использования «женского языка» мужчинами-неносителями языка. Справедливо и обратное. Возможно, что дело здесь и в том, что большинство учебников предлагают изучение вежливой речи, характерной для женщин.
Для того, чтобы избежать этого, обучающимся японскому рекомендуется разговаривать и с носителями-мужчинами и с женщинами.
Ситуация осложняется очень сильными различиями в разных областях страны. Например, есть местности, где старики употребляют боку, а женщины — орэ. Кроме того, оба пола используют ва, но произношение и значение для мужчин не совпадает с женским.